# Martin Scorsese Presents The Blues: Stevie Ray Vaughan
Martin Scorsese Presents The Blues: Stevie Ray Vaughan es un compilado producido por Bob Irwin y publicado por Sony Music en 2003 para la serie "Martin Scorsese Presents The Blues", estrenada en septiembre de 2003. Se trata de una colección de grabaciones en orden cronológica que incluye actuaciones de Vaughan en vivo, incluyendo recitales en Austin, Texas, en 1980, y Toronto, Canadá, en 1983, temas incluidos en sus álbumes de estudio, y una versión en vivo inédita de "Mary Had A Little Lamb", registrada en Filadelfia en 1987.

## Canciones
1. "Slide Thing" (en vivo) (Stevie Ray Vaughan) - 3:04
(Grabada en Austin, Texas, el 1 de abril de 1980 y originalmente incluida en "In The Beginning", publicada en 1992).
2. "All Your Love I Miss Loving" (en vivo) (Otis Rush) - 6:12
(Grabada en Austin, Texas, el 1 de abril de 1980 y originalmente incluida en "In The Beginning", publicada en 1992).
3. "Pride And Joy" (Stevie Ray Vaughan) - 3:39
(Grabada el 24 de noviembre de 1982 y originalmente publicada en 1983).
4. "Dirty Pool" (Stevie Ray Vaughan/Doyle Bramhall) - 5:00
(Grabada el 24 de noviembre de 1982 y originalmente publicada en 1983).
5. "Texas Flood" (L.C. Davis/J.W. Scott) - 5:21
(Grabada el 24 de noviembre de 1982 y originalmente publicada en 1983).
6. "Hug You, Squeeze You" (en vivo) (John Lee Hooker) - 3:48
(Grabada en "El Mocambo", Toronto, Canadá, el 11 de julio de 1983 y originalmente incluida en "SRV", publicada en 2000).
7. "The Things (That) I Used To Do" (Elmore James) - 4:54
(Grabada el 19 de enero de 1984 y originalmente publicada en dicho año).
8. "Honey Bee" (Stevie Ray Vaughan) - 2:42
(Grabada el 18 de enero de 1984 y originalmente publicada en dicho año).
9. "Give Me Back My Wig" (T.R. Taylor) - 4:07
(Grabada el 18 de enero de 1984 y originalmente publicada en dicho año).
10. "The Sky Is Crying" (en vivo) (Elmore James) - 7:20
(Grabada en Carnegie Hall, New York, el 4 de octubre de 1984 y originalmente incluida en "SRV", 2000).
11. "Look At Little Sister" (Hank Ballard) - 3:08
(Grabada en marzo de 1985 y publicada en dicho año).
12. "Empty Arms" (Stevie Ray Vaughan) - 3:03
(Grabada en marzo de 1985 y publicada en dicho año).
13. "Come On (Part III)" (Earl King) - 4:30
(Grabada en marzo de 1985 y publicada en dicho año).
14. "Ain't Gone 'N' Give Up On Love" (en vivo)(Stevie Ray Vaughan) - 6:35
(Grabada en el "Festival Internacional de Jazz en Montreux" el 15 de julio de 1985 y originalmente publicada en
"Live At Montreux", publicada en 1986).
15. "Mary Had A Little Lamb" (en vivo) (Buddy Guy) - 6:10
(Tema Inédito). (Grabada el 30 de junio de 1987 en Filadelfia, Estados Unidos).
16. "Leave My Girl Alone" (Buddy Guy) - 4:16
(Grabada el 21 de febrero de 1989 y publicada en dicho año).

## Personal
- Stevie Ray Vaughan = Guitarras y voces. Producción (excepto en los tracks 1, 2, 6 y 14). Batería en "Empty Arms" (no acreditado).

- Reese Wynans = Teclados (Tracks 11-16). Producción en tracks 11, 12, 13 y 16.

- Joe Sublett = Saxofón en "Look At Little Sister" (no acreditado).

- Tommy Shannon = Bajo (excepto en los tracks 1 y 2). Producción (excepto en 1, 2, 6, 10 y 14).

- Jackie Newhouse = Bajo en los tracks 1 y 2.

- Chris Layton = Batería. Producción (excepto en los tracks 1,2,6,10 y 14).

- Wayne Bell = Productor en los tracks 1 y 2.

- Richard Mullen = Productor (excepto en los tracks 1, 2, 6, 10 y 14).

- Jim Capfer = Productor en los tracks 3,4,5, 7, 8 y 9).

- Bob Irwin = Productor en "Ain't Gone 'N' Give Up On Love" (en vivo). Productor del compilado.

- Jim Gaines = Productor en "Leave My Girl Alone".